# Степачёв, Илларион Григорьевич
Илларион Григорьевич Степачёв (1896 — 2 ноября 1917) — солдат 1-го телеграфно-прожекторного полка.

## Биография
Степачёв родился в 1896 году в деревне Палики (ныне — Думиничского района Калужской области) в семье крестьянина—бедняка. В доме даже кроватей не было, дети спали на полу, на соломе, родители — на печи.
Окончил четырёхклассное училище. Зимой помогал отцу на зимнем лесоповале, а с весны - на пашне. В 1916 году был призван в армию. В Карпатах был контужен. После госпиталя был направлен служить в телеграфно-прожекторный полк Московского гарнизона.
В самом начале октябрьских боев три роты полка были направлены в распоряжение Московского ревкома. В ночных боях Московский ревком применял прожекторы для ослепления противника.
Степачёв и его товарищи обеспечили также с помощью полевых телефонов связь Благуше-Лефортовского районного революционного штаба с заводами, воинскими частями и городским ВРК. Он также участвовал в штурме Алексеевского военного училища. 29 октября Илларион с другими солдатами полка был направлен в отбитое у юнкеров здание почтамта и телеграфа на Мясницкой улице для восстановление их работы. 2 ноября 1917 года Степачев был убит во время боя с юнкерами, пуля попала в голову.
Похоронен у Кремлёвской стены.